# Naja nivea
La cobra del Cabo (Naja nivea) es un reptil, del orden Squamata (o reptiles con el cuerpo cubierto de escamas) y la familia de los elápidos, propio de las regiones australes del continente africano.

## Apariencia
La cobra del Cabo, al igual que muchas especies del género Naja, promedia una longitud máxima de un metro y medio. 
Si bien predominan las tonalidades claras uniformes para el cuerpo de este animal (de ahí el calificativo nivea, del color de la nieve), se encuentran ejemplares amarillentos, dorados, rojizos, ocres y negruzcos.
Un rasgo distintivo de la especie es la forma y dimensiones de la cabeza, siendo más grande y ancha que en otras cobras. 
Como toda cobra, despliega la capucha que se extiende entre la cabeza y el cuello del animal, cuando se siente amenazada o se halla alterada.
Los ojos son relativamente grandes y, a diferencia de muchos reptiles, con una pupila redonda.

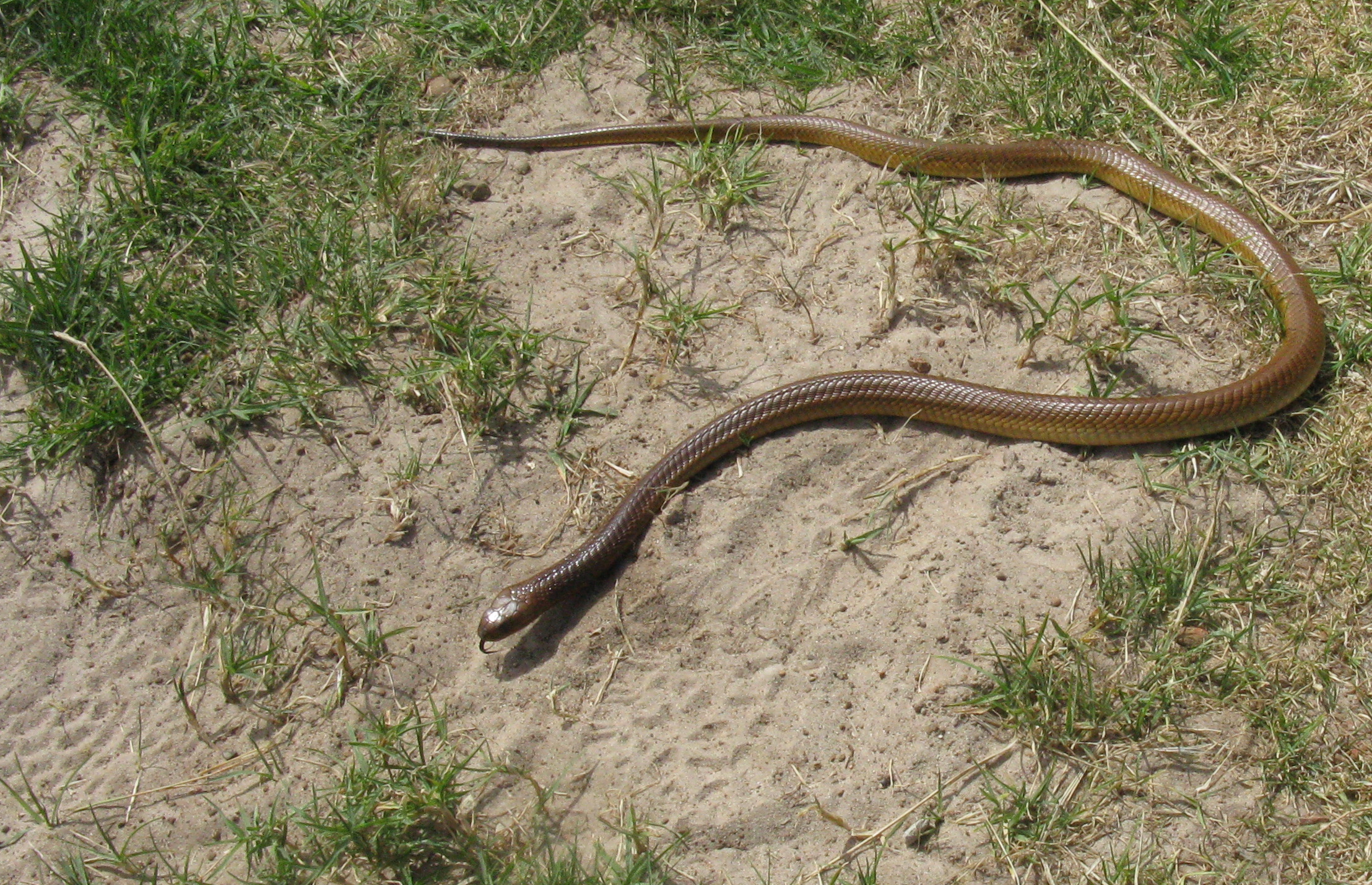
Cobra de el cabo

## Dispersión geográfica
En estado silvestre, la cobra del Cabo se encuentra en Sudáfrica, Lesoto, Botsuana y Namibia, de preferencia en terrenos secos.
Aunque son, eminentemente, terrícolas, tienen gran habilidad para trepar y encaramarse en la copa de los árboles.

## Hábitos
Se encuentran activas tanto de día como de noche (es decir: tiene hábitos tanto diurnos como nocturnos), dependiendo su actividad, más que de la luminosidad, de la temperatura del medio ambiente.

## Alimentación
La dieta de Naja nivea se basa en la ingesta de pequeños vertebrados (principalmente, roedores y reptiles, incluidas pequeñas serpientes) y, en menor medida, invertebrados.

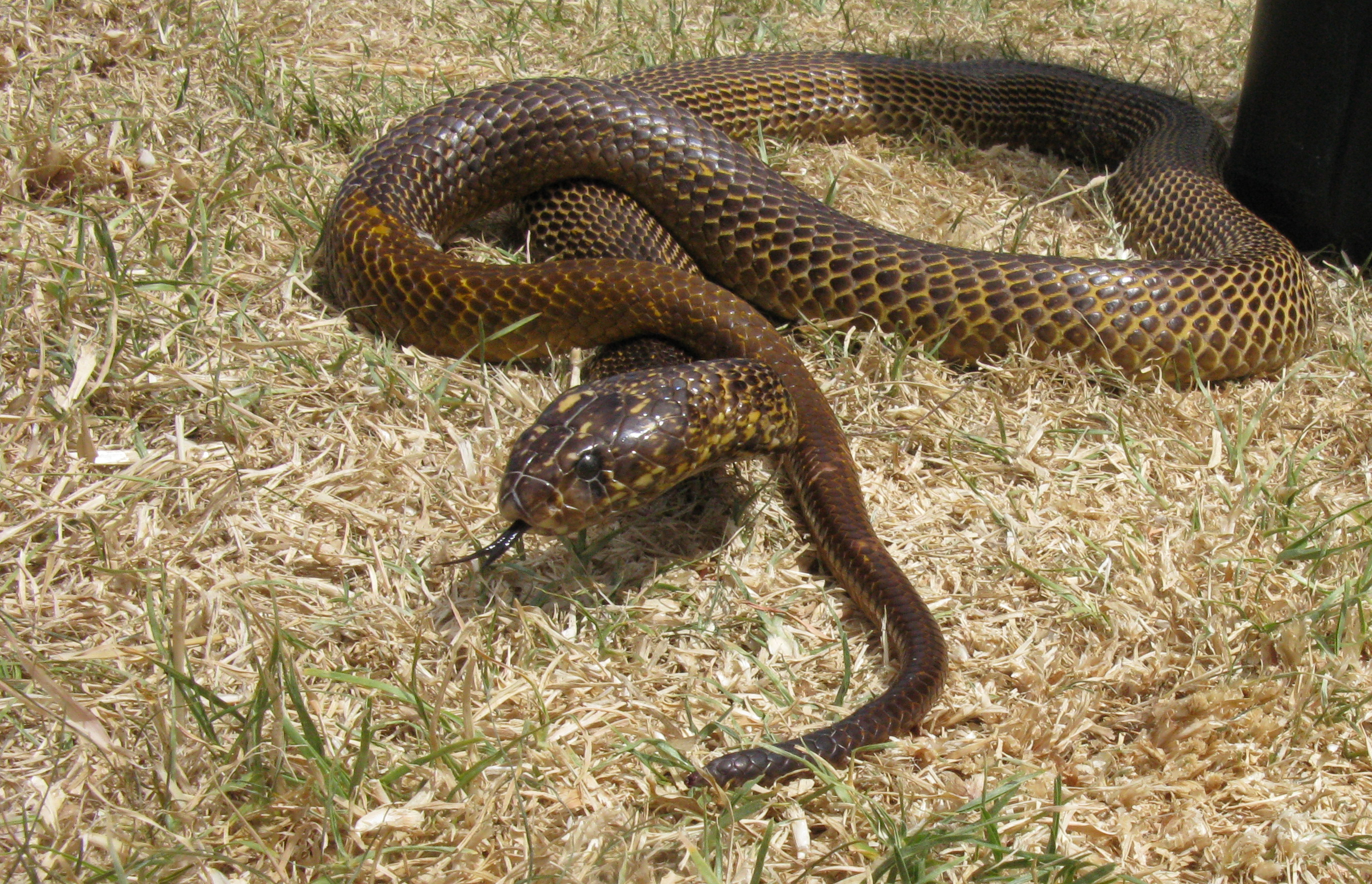

## Reproducción
Son animales de reproducción ovípara.
Una vez fertilizada tras el apareamiento, la hembra realiza una puesta, que oscila entre ocho y veinte huevos, de forma más alargada que ovoide.
La incubación de esos huevos, efectuada por medio del calor de los rayos solares, tarda, aproximadamente, entre siete y ocho semanas, al cabo de las cuales nacen las crías, de alrededor de treinta centímetros.

## Toxicidad
Como la mayoría de las cobras, Naja nivea posee una mordedura altamente tóxica, siendo la responsable del mayor número de víctimas fatales entre las serpientes de Sudáfrica.